# Spider-Man (игра, 1982)
Spider-Man — компьютерная игра в жанре экшен с участием супергероя комиксов издательства Marvel Comics Человека-паука, который по сюжету противостоит своему заклятому врагу Зелёному гоблину, предотвращая взрывы заложенных им бомб.  
Игра была разработана программистом Лорой Николич и выпущена в 1982 году компанией Parker Brothers для Atari 2600. Это была не только первая игра с участием Человека-паука, но и первая игровая адаптация комиксов Marvel.
Spider-Man получила положительные отзывы и имела коммерческий успех, попав в рождественский топ Billboard в год своего выпуска.

## Игровой процесс и сюжет

Скриншот игрового процесса

Spider-Man — экшен с видом сбоку, в котором игрок управляет Человеком-пауком, взбирающимся на вершину здания на своей паутине, чтобы обезвредить заложенные суперзлодеем Зелёным гоблином бомбы. Супергерой может перемещаться либо вертикально, либо по диагонали. На многих этажах здания располагаются передвигающиеся от одного окна к другому преступники. По пути к своей цели Человек-паук расходует органическую паутину, количество которой отражается на расположенной в нижней правой части экрана шкале; после её полного истощения Человек-паук падает на землю, в результате чего пользователь расходует одну из внутриигровых жизней. Шкала восполняется после каждого обезвреживания врага и бомбы; незадолго до взрыва бомбы изменяют цвет с чёрного на красный, причём за обезвреживание последних игрок получает больше очков. Человеку-пауку необходимо коснуться преступника, чтобы нейтрализовать его, однако тот может сработать на опережение и перерезать паутину; в этом случае у героя есть шанс зацепиться за здание вторым выстрелом. На крыше здания Человек-паук сражается с Зелёным гоблином, предварительно установившим «супербомбу»: её обратный отсчёт активируется после обезвреживания определённого количества врагов или бомб; супергерой должен обезвредить бомбу за отведённое время, прежде чем та взорвётся и он потеряет одну из жизней. После победы над суперзлодеем и нейтрализации супербомбы начинается следующий уровень, на котором может быть большее количество Зелёных гоблинов, более высокие здания и подвижные враги или быстро истощающийся запас паутины.
По сюжету, Человек-паук освобождает Нормана Озборна из-под воздействия формулы Гоблина, после чего тот попадает в тюрьму. Вскоре Озборн начинает тюремный бунт и сбегает на свободу. Он возвращается к своему альтер эго Зелёного гоблина и решает взорвать Эмпайр-стейт-билдинг. Узнав об этом, Человек-паук отправляется на поиски Гоблина, чтобы не дать тому использовать его новое творение — «супербомбу». По пути к суперзлодею он противостоит нанятым им преступникам.

## Разработка и выпуск
Разработка игры началась в июне 1982 года, после того как геймдизайнер Лора Николич познакомилась с сотрудниками Parker Brothers на ярмарке вакансий. Последних впечатлила способность Николич писать код на языке ассемблера, поэтому они пригласили её на собеседование. Когда она присоединилась к специализирующемуся на разработке компьютерных игр подразделению компании в 1981 году, ей было поручено создать проект, основанный на комиксах американского издательства Marvel Comics о супергерое Человеке-пауке. Николич имела полный творческий контроль над игрой и не взаимодействовала с представителями издательства. 
Из-за технических ограничений платформы Atari 2600 разработчики были вынуждены ограничить способности Человека-паука: супергерой мог лишь раскачиваться на паутине, без возможности ползать по зданиям. Паутина создавалась с помощью алгоритма DDA-линии. В качестве антагониста проекта Николич выбрала Зелёного гоблина, так как тот передвигался по аналогичному протагонисту алгоритму, что упрощало программирование. 
Релиз Spider-Man состоялся в ноябре 1982 года по окончании шести месяцев разработки. Также была создана версия для приставки Magnavox Odyssey², в конечном итоге так и не вышедшая. В рамках продвижения игры представители Parker Brothers выпустили несколько рекламных роликов с участием актёров в костюмах Человека-паука и Зелёного гоблина.

## Восприятие и наследие
Spider-Man имела большой коммерческий успех, попав в рождественский топ Billboard в год своего выпуска. Марк Трост из Electronic Fun with Computers & Games дал игре 3 балла из 4; рецензент раскритиковал её схожесть с игрой для аркадных автоматов Crazy Climber 1980 года, но в то же время похвалил стрельбу и раскачивание с использованием паутины, а сам проект назвал «сложным, визуально приемлемым и в конце концов увлекательным».
Николич заявила, что её удовлетворил конечный результат, так как она «сделала всё, что смогла, с тем, что у меня было»; также геймдизайнер отметила: «Вы не можете сравнить её с сегодняшними играми, но это была [моя] первая игра для домашних консолей, которой я очень горжусь». После выпуска игры Человек-паук стал вторым супергероем комиксов после Супермена с его одноимённым проектом, который обзавёлся игровой адаптацией. После работы над Человеком-пауком Николич разработала игру по франшизе «Заботливые мишки» для Atari 2600, которая так и не была выпущена, и порт Frogger II: Threeedeep! для ColecoVision.
Версия Зелёного гоблина из Spider-Man эпизодически появляется в анимационном фильме 2023 года «Человек-паук: Паутина вселенных» в качестве одного из заключённых Общества пауков Мигеля О’Хары.